# Белояннис, Никос

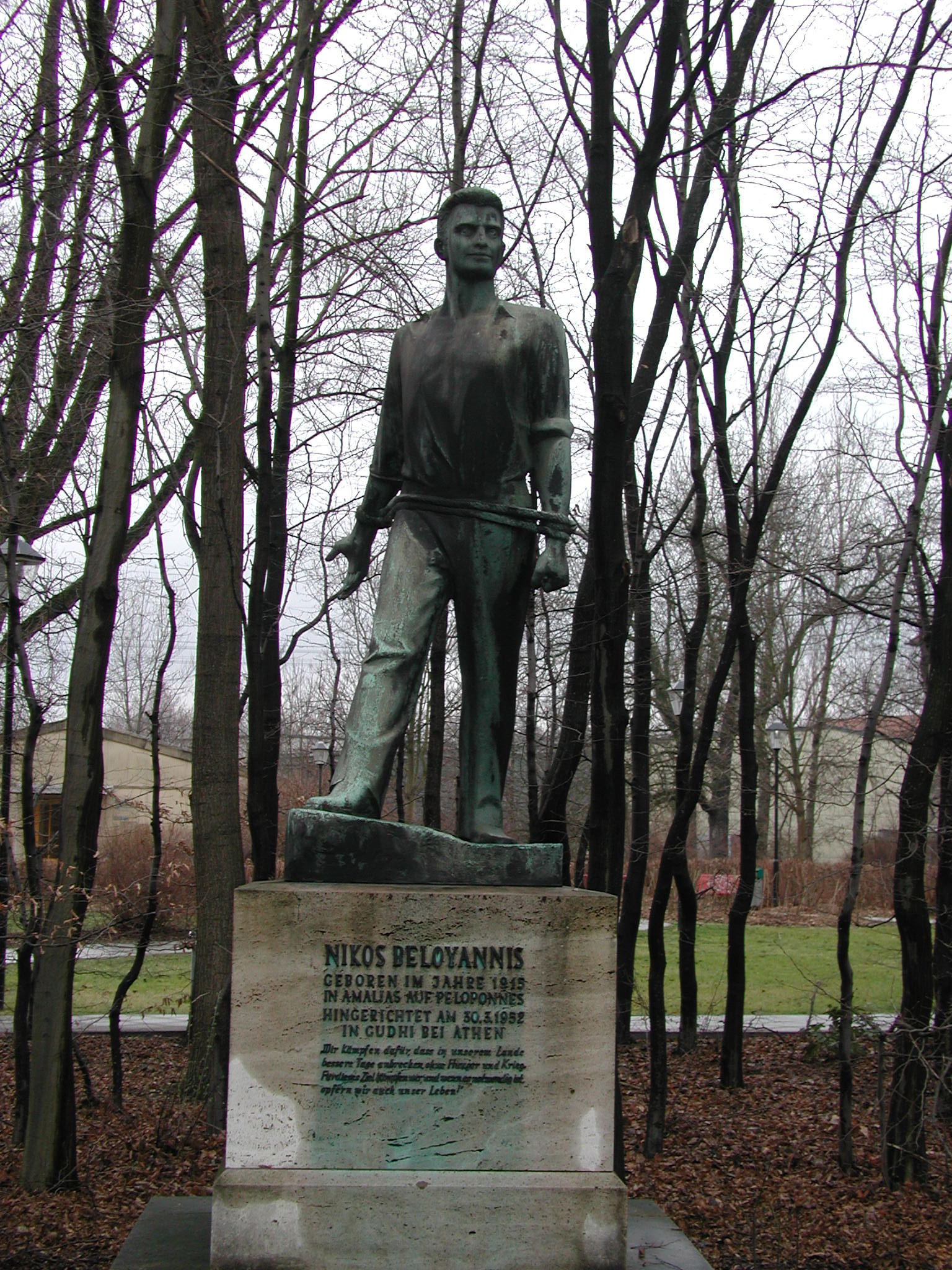
Памятник Никосу Белояннису в Берлине

Ни́кос (Николаос) Белоя́ннис (греч. Νίκος Μπελογιάννης, 22 декабря 1915 года — 30 марта 1952 года) — греческий политический деятель, антифашист, член ЦК Коммунистической партии Греции. Получил прозвище «Человек с гвоздикой» по своей самой знаменитой фотографии. Муж Элли Иоанниду.

## Биография
Учился в гимназии и затем на юридическом факультете Афинского университета, откуда был исключён за революционную деятельность.
Состоял в Организации коммунистической молодежи Греции (ОКНЭ) и в 1934 г. в Компартии Греции (КПГ).
В конце 1930-х был арестован спецслужбами режима Иоанниса Метаксаса и заключён в тюрьму в Нафплионе, откуда передан нацистским оккупационным властям в 1941 г. Бежал в 1943 г. и присоединился к греческим партизанам.
В 1943—1944 гг. — комиссар дивизии Греческой народно-освободительной армии (ЭЛАС).
Во время Гражданской войны в Греции (1946—1949) Белояннис был комиссаром 10-й дивизии Демократической армии Греции. Одним из последних покинул родину после её поражения.
В июне 1950 г. вернулся в Грецию, чтобы восстановить афинскую организацию КПГ. 20 декабря 1950 г. арестован властями. Первый судебный процесс над Белояннисом начался в Афинах 19 октября 1951 года с участием 52 обвиняемых Чрезвычайным военным судом Афин в здании суда Арсакейон. Одним из членов суда был Георгиос Пападопулос, будущий глава правительства так называемых «чёрных полковников», в качестве чрезвычайного военного судьи. Суд завершился 16 ноября вынесением двенадцати смертных приговоров. После последовавшего международного протеста премьер-министр Николаос Пластирас заявил, что это решение не будет исполнено. Однако было решено, что Белояннис и некоторые другие обвиняемые будут направлены на новый суд по ужесточенному обвинению в шпионаже в пользу СССР.
Второй судебный процесс начался 15 февраля 1952 года на основании Закона о шпионаже № 375/1936 в Постоянном военном суде Афин. Белояннис отверг все обвинения и подчеркнул патриотические действия его и КПГ во время оккупации. Стал известен во всём мире как «человек с гвоздикой», из-за гвоздики, которую он держал каждый день во время суда. Его образ был запечатлён на одном из набросков Пикассо.
«Если бы я отрёкся, я был бы помилован и возможно с большими почестями… Но моя жизнь связана с историей КПГ и её деятельностью… Десятки раз передо мной возникала дилемма: Жить, предавая свои убеждения, свою идеологию или умереть, оставаясь верным им. Я всегда предпочитал второй путь и сегодня вновь выбираю его», — Эти слова Белоянниса военному трибуналу были сказаны в ноябре 1951 г.
Несмотря на национальные и международные кампании протеста, суд приговорил Белоянниса к смертной казни. Рано утром 30 марта 1952 г. он был расстрелян в Гуди (Афины).
В его честь был назван венгерский город Белояннис (венг. Beloiannisz), где жили греческие политические эмигранты. Греческий писатель Алексис Парнис посвятил Белоянису «Поэму о Белояннисе» или «Сказание о Белояннисе». Советский поэт Самуил Маршак также написал о Белояннисе, его жене и дочери стихотворение «В афинской тюрьме»
Назым Хикмет посвятил Белояннису стихотворение «Человек с гвоздикой».